# Csizmadia Sándor
Csizmadia Sándor (Vásárhelykutas, 1871. március 10. – Mátyásföld, 1929. március 3.) magyar költő, újságíró, politikus.

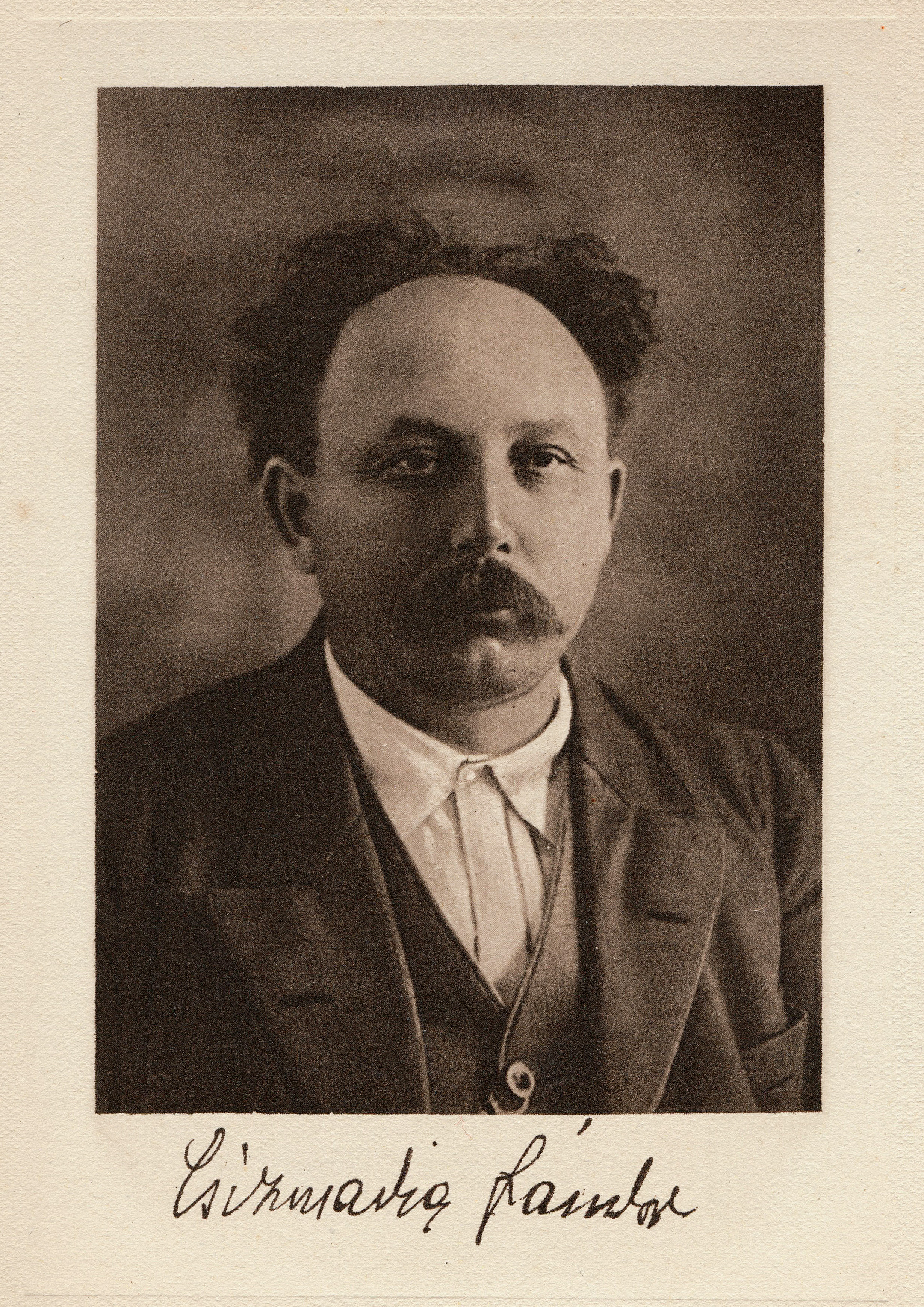
Csizmadia Sándor arcképe és aláírása

## Életpályája
Szülei Csizmadia István és Takács Zsófia voltak. „1871. március 10-én este 10 órakor születtem a sámsoni (Most Hódmezővásárhely-Kutas) állomáson, ahol apám vasúti őr volt.” – írta önéletírásában. A négy elemit Orosházán járta ki, és elmondása szerint kitűnő tanuló volt. Az apja iparos tanulónak szánta, de ő napszámosnak állt, mások közmunkáját szolgálta le fiatalon krajcárokért. Tizenöt esztendősen béresnek állt a hódmezővásárhelyi pusztán, ahol leginkább mint hírhedt verekedő tűnt ki legénytársai közül. Tizennyolc évesen bevonult katonának Békéscsabán, ahol káplár lett. Munkásokkal akkor találkozott először (1891), amikor a tüntető békéscsabai munkások ellen kivezényelték az oszlatáshoz, a zavargások idején. Három év katonáskodást követően visszatért szülőföldjére, s megházasodott. Mint házas ember uradalmi csősznek állt, amelyet már csak akkor hagyott ott, amikor írásaival biztosítani tudta a megélhetését. Orosházán megismerkedett az akkor még titkos földalatti mozgalomként működő szocialistákkal, akiknek hamarosan a vezéralakjává lett. Később családostól Orosházára költözött.
Első írása 1894-ben jelent meg a Népszava hasábjain. A közben legális párttá alakuló szocialisták Budapestre hívták vezetőnek. Munkát a Népszavát is előállító nyomdában kapott, majd az erős festékszag és oldószerek kikezdvén egészségét, címszalagírónak helyezték el a kiadóhivatalban. Felesége és addigra már két fia ez idő alatt Orosházán élt.
1896-ban egy szókimondó cikkéért négyhavi államfogházra ítélték, amelyet Szegeden töltött le. Szabadulását követően, 1897-ben a Földmívelők Lapja szerkesztője lett. Még ebben az évben a lap címét javaslatára Világszabadságra változtatták. 1898 tavaszán egy, a Népszavában megjelent újságcikke miatt kiutasították Budapestről, s visszatért Orosházára, ahonnét tovább írta egyre vitriolosabb hangú lázító írásait a Népszavának. „Többrendbeli cikkírása” miatt néhány hónap elteltével két év állami fogházbüntetést kapott, amelyet később jó magaviseletére való tekintettel tizennégy havi közönséges fogházbüntetésre enyhítettek. Első időben a váci fogházban, később Rákoson a gyűjtőfogházban töltötte le büntetését.
1900-ban, szabadulását követően a Népszava belső munkatársa lett, és öt esztendőn keresztül napi cikkeket közölt itt. 1904-ben a korábban betiltott újság, a Világszabadság újraindítását kezdeményezte, amelynek átvette a főszerkesztését. Több mint tíz éven át szerkesztette a lapot. Az 1906-ban megalakult politikai párt, a Földmunkások Szövetségének lett - kezdetben - pártvezetőségi tagja, később elnöke. Önmagáról büszkén vallotta, hogy „a magyarországi szocialista költészet számára ő vágta először az utat”. Az első magyar szocialista költő volt, aki verseiben a proletárforradalmat hirdette. Ugyanakkor ellenezte, hogy a Népszava a „polgári” Adytól verseket közöljön. Miután a szegények, a nincstelenek életét élte, szókimondó módon képviselte is egy erre kevésbé fogékony társadalmi közegben, az úri Magyarországon, ahol ez időkben a szegénység miatt „kitántorgott Amerikába másfél millió emberünk”.
Az érdekeiket kevésbé képviselni tudó szegénység által megágyazott baloldali érzések helyére a kommunista mozgalom szűklátókörű, önös érdekit ültette, így természetes, hogy a kommunista diktatúra idején szembekerült a rendszerrel. 1918-ban a Károlyi Mihály-kormány földművelésügyi államtitkára lett, 1919-ben pedig népbiztos, de szembekerült a proletárdiktatúra vezetőivel. Még 1919-ben publikált a Váradi Hétben, és megalapította a Nemzeti Munkáspártot, melynek elnökeként 1920-ban bekerült a nemzetgyűlésbe. 1921-ben Igazság címmel lapot indított. Élete vége felé a politikai életből fokozatosan kiszorult. 1929-ben hunyt el.
A Horthy-rendszerben nem kapott kellő fókuszt munkássága baloldalisága, és a Kommün idején játszott szerepe miatt később a szocializmus számára sem voltak kedvezőek egykori nyílt pártbírálatai, így lassan a feledés homálya lengte körül személyét és tevékenységét. „Egy körutazást csináltam. Nem voltam író, mikor elindultam, s újra nem vagyok író most sem (1915)... Most arra vagyok kíváncsi, hol leszek majd megint csősz! A régi gazdám már meghalt.”

## Művei
- Magyar munkásdalok és versek (1896)
- A földművelő-munkásság helyzete és feladata (1896)
- Proletár költemények (1897)
- Küzdelem (Újabb versek 1903)
- Mit akarunk? (1903)
- Hajnalban (1905)
- Munkás emberek (elbeszélések, 1905)
- Fogházi levelek (1906)
- A feketék (1908)
- A nagy magyar parasztforradalom (1914)
- Válogatott költeményei (1919)